# Copa J. League 2000
La Copa J. League 2000, también conocida como Copa Yamazaki Nabisco 2000 por motivos de patrocinio, fue la 25.ª edición de la Copa de la Liga de Japón y la 8.ª edición bajo el actual formato.
El campeón fue Kashima Antlers, tras vencer en la final a Kawasaki Frontale. De esta manera, el conjunto de la capital de la Prefectura de Ibaraki se consagró por segunda vez en este torneo.

## Formato de competición
- Formaron parte del torneo los 27 equipos que participaron de la J. League Division 1 2000 y la J. League Division 2 2000.
- Todas las rondas fueron eliminatorias.
- De la primera ronda a semifinales se enfrentaron en serie de dos partidos, a ida y vuelta. En caso de igualdad en el total de goles, se realizaría una prórroga con gol de oro. De continuar la igualdad en el marcador global, se realizaría una tanda de penales.
- La final se jugó a un solo partido. En caso de empate en los 90 minutos se haría una prórroga con gol de oro; si aún persistía la igualdad se ejecutaría una tanda de penales.

## Calendario
| Etapa      | Ronda            | Ida                    | Vuelta                  | Observaciones                                                                                               |
| ---------- | ---------------- | ---------------------- | ----------------------- | --- |
| Fase final | Primera ronda    | 12 de abril de 2000    | 19 de abril de 2000     | Sin observaciones                                                                                           |
| Fase final | Segunda ronda    | 5 de julio de 2000     | 12 de julio de 2000     | Inicio de participación de Kashiwa Reysol, F.C. Tokyo, Júbilo Iwata, Kashima Antlers y Nagoya Grampus Eight |
| Fase final | Cuartos de final | 30 de agosto de 2000   | 6 de septiembre de 2000 | Participación de los ganadores de la segunda ronda                                                          |
| Fase final | Semifinales      | 11 de octubre de 2000  | 18 de octubre de 2000   | Participación de los ganadores de los cuartos de final                                                      |
| Fase final | Final            | 4 de noviembre de 2000 | 4 de noviembre de 2000  | Participación de los ganadores de las semifinales                                                           |

1. 1 2  Como Shimizu S-Pulse estaba disputando la Recopa de la AFC, su juego de ida se modificó al 7 de junio, mientras que el de vuelta fue cambiado al 14 de junio.
2. ↑  Debido a la erupción del Monte Usu, el partido de vuelta de Consadole Sapporo que iba a ser en el Estadio Muroran Irie fue postergado del 19 de abril al 24 de mayo. Asimismo, también cambió la sede del encuentro, que pasó a ser el Estadio Atsubetsu Park de Sapporo.
3. 1 2  La ida de la llave Yokohama F. Marinos - Sanfrecce Hiroshima se llevó a cabo el 28 de junio, mientras que la vuelta el 5 de julio.

## Fase final

### Cuadro de desarrollo
|  | Primera ronda       | Primera ronda          | Primera ronda            |       |                     | Segunda ronda   | Segunda ronda   | Segunda ronda   |  |                           | Cuartos de final               | Cuartos de final               | Cuartos de final               |  |                          | Semifinales        | Semifinales        | Semifinales        |  |                   | Final          | Final          |  |
|  | 12 y 19 de abril    | 12 y 19 de abril       | 12 y 19 de abril         |       |                     | 5 y 12 de julio | 5 y 12 de julio | 5 y 12 de julio |  |                           | 30 de agosto y 6 de septiembre | 30 de agosto y 6 de septiembre | 30 de agosto y 6 de septiembre |  |                          | 11 y 18 de octubre | 11 y 18 de octubre | 11 y 18 de octubre |  |                   | 4 de noviembre | 4 de noviembre |  |
|  |                     |                        |                          |       |                     |                 |                 |                 |  |                           |                                |                                |                                |  |                          |                    |                    |                    |  |                   |                |                |  |
|  |                     |                        |                          |       |                     |                 |                 |                 |  |                           |                                |                                |                                |  |                          |                    |                    |                    |  |                   |                |                |  |
|  |                     |                        |                          |       |                     |                 |                 |                 |  |                           |                                |                                |                                |  |                          |                    |                    |                    |  |                   |                |                |  |
|  |                     |                        |                          |       |                     |                 |                 |                 |  |                           |                                |                                |                                |  |                          |                    |                    |                    |  |                   |                |                |  |
|  |                     |                        |                          |       |                     |                 |                 |                 |  |                           |                                |                                |                                |  |                          |                    |                    |                    |  |                   |                |                |  |
|  |                     | Kashiwa Reysol         | 0                        | 1     |                     |                 |                 |                 |  |                           |                                |                                |                                |  |                          |                    |                    |                    |  |                   |                |                |  |
|  |                     |                        |                          | 1     |                     |                 |                 |                 |  |                           |                                |                                |                                |  |                          |                    |                    |                    |  |                   |                |                |  |
|  |                     |                        | Kawasaki Frontale (t.s.) | 1     | 1                   |                 |                 |                 |  |                           |                                |                                |                                |  |                          |                    |                    |                    |  |                   |                |                |  |
|  | Urawa Red Diamonds  | 0                      | Kawasaki Frontale (t.s.) | 1     | 1                   | 2               |                 |                 |  |                           |                                |                                |                                |  |                          |                    |                    |                    |  |                   |                |                |  |
|  | Urawa Red Diamonds  | 0                      |                          |       |                     |                 |                 |                 |  |                           |                                |                                |                                |  |                          |                    |                    |                    |  |                   |                |                |  |
|  | Kawasaki Frontale   | 3                      | 1                        |       |                     |                 |                 |                 |  |                           |                                |                                |                                |  |                          |                    |                    |                    |  |                   |                |                |  |
|  | Kawasaki Frontale   | 3                      | 1                        |       |                     |                 |                 |                 |  | Kawasaki Frontale         | 0                              | 2                              |                                |  |                          |                    |                    |                    |  |                   |                |                |  |
|  |                     |                        |                          |       |                     |                 |                 |                 |  | Kawasaki Frontale         | 0                              | 2                              |                                |  |                          |                    |                    |                    |  |                   |                |                |  |
|  |                     |                        | Verdy Kawasaki           | 0     | 0                   |                 |                 |                 |  |                           |                                |                                |                                |  |                          |                    |                    |                    |  |                   |                |                |  |
|  | Verdy Kawasaki      | 1                      | Verdy Kawasaki           | 0     | 0                   | 2               |                 |                 |  |                           |                                |                                |                                |  |                          |                    |                    |                    |  |                   |                |                |  |
|  | Verdy Kawasaki      | 1                      |                          |       |                     |                 |                 |                 |  |                           |                                |                                |                                |  |                          |                    |                    |                    |  |                   |                |                |  |
|  | Sagan Tosu          | 0                      | 1                        |       |                     |                 |                 |                 |  |                           |                                |                                |                                |  |                          |                    |                    |                    |  |                   |                |                |  |
|  | Sagan Tosu          | 0                      | 1                        |       | Verdy Kawasaki      | 1               | 1               |                 |  |                           |                                |                                |                                |  |                          |                    |                    |                    |  |                   |                |                |  |
|  |                     |                        |                          |       | Verdy Kawasaki      | 1               | 1               |                 |  |                           |                                |                                |                                |  |                          |                    |                    |                    |  |                   |                |                |  |
|  |                     |                        | Cerezo Osaka             | 0     | 0                   |                 |                 |                 |  |                           |                                |                                |                                |  |                          |                    |                    |                    |  |                   |                |                |  |
|  | Vegalta Sendai      | 0                      | Cerezo Osaka             | 0     | 0                   | 0               |                 |                 |  |                           |                                |                                |                                |  |                          |                    |                    |                    |  |                   |                |                |  |
|  | Vegalta Sendai      | 0                      |                          |       |                     |                 |                 |                 |  |                           |                                |                                |                                |  |                          |                    |                    |                    |  |                   |                |                |  |
|  | Cerezo Osaka        | 2                      | 1                        |       |                     |                 |                 |                 |  |                           |                                |                                |                                |  |                          |                    |                    |                    |  |                   |                |                |  |
|  | Cerezo Osaka        | 2                      | 1                        |       |                     |                 |                 |                 |  |                           |                                |                                |                                |  | Kawasaki Frontale (t.s.) | 2                  | 1                  |                    |  |                   |                |                |  |
|  |                     |                        |                          |       |                     |                 |                 |                 |  |                           |                                |                                |                                |  | Kawasaki Frontale (t.s.) | 2                  | 1                  |                    |  |                   |                |                |  |
|  |                     |                        | Kyoto Purple Sanga       | 0     | 2                   |                 |                 |                 |  |                           |                                |                                |                                |  |                          |                    |                    |                    |  |                   |                |                |  |
|  |                     |                        | Kyoto Purple Sanga       | 0     | 2                   |                 |                 |                 |  |                           |                                |                                |                                |  |                          |                    |                    |                    |  |                   |                |                |  |
|  |                     |                        |                          |       |                     |                 |                 |                 |  |                           |                                |                                |                                |  |                          |                    |                    |                    |  |                   |                |                |  |
|  |                     |                        |                          |       |                     |                 |                 |                 |  |                           |                                |                                |                                |  |                          |                    |                    |                    |  |                   |                |                |  |
|  |                     | F.C. Tokyo             | 1                        | 0     |                     |                 |                 |                 |  |                           |                                |                                |                                |  |                          |                    |                    |                    |  |                   |                |                |  |
|  |                     |                        |                          | 0     |                     |                 |                 |                 |  |                           |                                |                                |                                |  |                          |                    |                    |                    |  |                   |                |                |  |
|  |                     |                        | Kyoto Purple Sanga       | 1     | 1                   |                 |                 |                 |  |                           |                                |                                |                                |  |                          |                    |                    |                    |  |                   |                |                |  |
|  | Kyoto Purple Sanga  | 1                      | Kyoto Purple Sanga       | 1     | 1                   | 3               |                 |                 |  |                           |                                |                                |                                |  |                          |                    |                    |                    |  |                   |                |                |  |
|  | Kyoto Purple Sanga  | 1                      |                          |       |                     |                 |                 |                 |  |                           |                                |                                |                                |  |                          |                    |                    |                    |  |                   |                |                |  |
|  | Albirex Niigata     | 0                      | 1                        |       |                     |                 |                 |                 |  |                           |                                |                                |                                |  |                          |                    |                    |                    |  |                   |                |                |  |
|  | Albirex Niigata     | 0                      | 1                        |       |                     |                 |                 |                 |  | Kyoto Purple Sanga (t.s.) | 1                              | 2                              |                                |  |                          |                    |                    |                    |  |                   |                |                |  |
|  |                     |                        |                          |       |                     |                 |                 |                 |  | Kyoto Purple Sanga (t.s.) | 1                              | 2                              |                                |  |                          |                    |                    |                    |  |                   |                |                |  |
|  |                     |                        | Júbilo Iwata             | 1     | 1                   |                 |                 |                 |  |                           |                                |                                |                                |  |                          |                    |                    |                    |  |                   |                |                |  |
|  |                     |                        | Júbilo Iwata             | 1     | 1                   |                 |                 |                 |  |                           |                                |                                |                                |  |                          |                    |                    |                    |  |                   |                |                |  |
|  |                     |                        |                          |       |                     |                 |                 |                 |  |                           |                                |                                |                                |  |                          |                    |                    |                    |  |                   |                |                |  |
|  |                     |                        |                          |       |                     |                 |                 |                 |  |                           |                                |                                |                                |  |                          |                    |                    |                    |  |                   |                |                |  |
|  |                     | Júbilo Iwata (p)       | 1                        | 1 (3) |                     |                 |                 |                 |  |                           |                                |                                |                                |  |                          |                    |                    |                    |  |                   |                |                |  |
|  |                     |                        |                          | 1 (3) |                     |                 |                 |                 |  |                           |                                |                                |                                |  |                          |                    |                    |                    |  |                   |                |                |  |
|  |                     |                        | Gamba Osaka              | 0     | 2 (2)               |                 |                 |                 |  |                           |                                |                                |                                |  |                          |                    |                    |                    |  |                   |                |                |  |
|  | Consadole Sapporo   | 1                      | Gamba Osaka              | 0     | 2 (2)               | 0               |                 |                 |  |                           |                                |                                |                                |  |                          |                    |                    |                    |  |                   |                |                |  |
|  | Consadole Sapporo   | 1                      |                          |       |                     |                 |                 |                 |  |                           |                                |                                |                                |  |                          |                    |                    |                    |  |                   |                |                |  |
|  | Gamba Osaka         | 2                      | 1                        |       |                     |                 |                 |                 |  |                           |                                |                                |                                |  |                          |                    |                    |                    |  |                   |                |                |  |
|  | Gamba Osaka         | 2                      | 1                        |       |                     |                 |                 |                 |  |                           |                                |                                |                                |  |                          |                    |                    |                    |  | Kawasaki Frontale | 0              |                |  |
|  |                     |                        |                          |       |                     |                 |                 |                 |  |                           |                                |                                |                                |  |                          |                    |                    |                    |  | Kawasaki Frontale | 0              |                |  |
|  |                     |                        | Kashima Antlers          | 2     |                     |                 |                 |                 |  |                           |                                |                                |                                |  |                          |                    |                    |                    |  |                   |                |                |  |
|  |                     |                        | Kashima Antlers          | 2     |                     |                 |                 |                 |  |                           |                                |                                |                                |  |                          |                    |                    |                    |  |                   |                |                |  |
|  |                     |                        |                          |       |                     |                 |                 |                 |  |                           |                                |                                |                                |  |                          |                    |                    |                    |  |                   |                |                |  |
|  |                     |                        |                          |       |                     |                 |                 |                 |  |                           |                                |                                |                                |  |                          |                    |                    |                    |  |                   |                |                |  |
|  |                     | Kashima Antlers (t.s.) | 1                        | 3     |                     |                 |                 |                 |  |                           |                                |                                |                                |  |                          |                    |                    |                    |  |                   |                |                |  |
|  |                     |                        |                          | 3     |                     |                 |                 |                 |  |                           |                                |                                |                                |  |                          |                    |                    |                    |  |                   |                |                |  |
|  |                     |                        | Avispa Fukuoka           | 1     | 2                   |                 |                 |                 |  |                           |                                |                                |                                |  |                          |                    |                    |                    |  |                   |                |                |  |
|  | Avispa Fukuoka      | 3                      | Avispa Fukuoka           | 1     | 2                   | 0               |                 |                 |  |                           |                                |                                |                                |  |                          |                    |                    |                    |  |                   |                |                |  |
|  | Avispa Fukuoka      | 3                      |                          |       |                     |                 |                 |                 |  |                           |                                |                                |                                |  |                          |                    |                    |                    |  |                   |                |                |  |
|  | Shonan Bellmare     | 2                      | 0                        |       |                     |                 |                 |                 |  |                           |                                |                                |                                |  |                          |                    |                    |                    |  |                   |                |                |  |
|  | Shonan Bellmare     | 2                      | 0                        |       |                     |                 |                 |                 |  | Kashima Antlers           | 2                              | 1                              |                                |  |                          |                    |                    |                    |  |                   |                |                |  |
|  |                     |                        |                          |       |                     |                 |                 |                 |  | Kashima Antlers           | 2                              | 1                              |                                |  |                          |                    |                    |                    |  |                   |                |                |  |
|  |                     |                        | Yokohama F. Marinos      | 1     | 1                   |                 |                 |                 |  |                           |                                |                                |                                |  |                          |                    |                    |                    |  |                   |                |                |  |
|  | Sanfrecce Hiroshima | 3                      | Yokohama F. Marinos      | 1     | 1                   | 0               |                 |                 |  |                           |                                |                                |                                |  |                          |                    |                    |                    |  |                   |                |                |  |
|  | Sanfrecce Hiroshima | 3                      |                          |       |                     |                 |                 |                 |  |                           |                                |                                |                                |  |                          |                    |                    |                    |  |                   |                |                |  |
|  | Montedio Yamagata   | 0                      | 1                        |       |                     |                 |                 |                 |  |                           |                                |                                |                                |  |                          |                    |                    |                    |  |                   |                |                |  |
|  | Montedio Yamagata   | 0                      | 1                        |       | Sanfrecce Hiroshima | 1               | 1               |                 |  |                           |                                |                                |                                |  |                          |                    |                    |                    |  |                   |                |                |  |
|  |                     |                        |                          |       | Sanfrecce Hiroshima | 1               | 1               |                 |  |                           |                                |                                |                                |  |                          |                    |                    |                    |  |                   |                |                |  |
|  |                     |                        | Yokohama F. Marinos      | 4     | 0                   |                 |                 |                 |  |                           |                                |                                |                                |  |                          |                    |                    |                    |  |                   |                |                |  |
|  | Yokohama F. Marinos | 2                      | Yokohama F. Marinos      | 4     | 0                   | 5               |                 |                 |  |                           |                                |                                |                                |  |                          |                    |                    |                    |  |                   |                |                |  |
|  | Yokohama F. Marinos | 2                      |                          |       |                     |                 |                 |                 |  |                           |                                |                                |                                |  |                          |                    |                    |                    |  |                   |                |                |  |
|  | Ventforet Kofu      | 0                      | 1                        |       |                     |                 |                 |                 |  |                           |                                |                                |                                |  |                          |                    |                    |                    |  |                   |                |                |  |
|  | Ventforet Kofu      | 0                      | 1                        |       |                     |                 |                 |                 |  |                           |                                |                                |                                |  | Kashima Antlers          | 3                  | 3                  |                    |  |                   |                |                |  |
|  |                     |                        |                          |       |                     |                 |                 |                 |  |                           |                                |                                |                                |  | Kashima Antlers          | 3                  | 3                  |                    |  |                   |                |                |  |
|  |                     |                        | Nagoya Grampus Eight     | 1     | 2                   |                 |                 |                 |  |                           |                                |                                |                                |  |                          |                    |                    |                    |  |                   |                |                |  |
|  |                     |                        | Nagoya Grampus Eight     | 1     | 2                   |                 |                 |                 |  |                           |                                |                                |                                |  |                          |                    |                    |                    |  |                   |                |                |  |
|  |                     |                        |                          |       |                     |                 |                 |                 |  |                           |                                |                                |                                |  |                          |                    |                    |                    |  |                   |                |                |  |
|  |                     |                        |                          |       |                     |                 |                 |                 |  |                           |                                |                                |                                |  |                          |                    |                    |                    |  |                   |                |                |  |
|  |                     | Nagoya Grampus Eight   | 1                        | 2     |                     |                 |                 |                 |  |                           |                                |                                |                                |  |                          |                    |                    |                    |  |                   |                |                |  |
|  |                     |                        |                          | 2     |                     |                 |                 |                 |  |                           |                                |                                |                                |  |                          |                    |                    |                    |  |                   |                |                |  |
|  |                     |                        | JEF United Ichihara      | 1     | 1                   |                 |                 |                 |  |                           |                                |                                |                                |  |                          |                    |                    |                    |  |                   |                |                |  |
|  | JEF United Ichihara | 2                      | JEF United Ichihara      | 1     | 1                   | 3               |                 |                 |  |                           |                                |                                |                                |  |                          |                    |                    |                    |  |                   |                |                |  |
|  | JEF United Ichihara | 2                      |                          |       |                     |                 |                 |                 |  |                           |                                |                                |                                |  |                          |                    |                    |                    |  |                   |                |                |  |
|  | Oita Trinita        | 2                      | 1                        |       |                     |                 |                 |                 |  |                           |                                |                                |                                |  |                          |                    |                    |                    |  |                   |                |                |  |
|  | Oita Trinita        | 2                      | 1                        |       |                     |                 |                 |                 |  | Nagoya Grampus Eight      | 6                              | 0                              |                                |  |                          |                    |                    |                    |  |                   |                |                |  |
|  |                     |                        |                          |       |                     |                 |                 |                 |  | Nagoya Grampus Eight      | 6                              | 0                              |                                |  |                          |                    |                    |                    |  |                   |                |                |  |
|  |                     |                        | Shimizu S-Pulse          | 4     | 0                   |                 |                 |                 |  |                           |                                |                                |                                |  |                          |                    |                    |                    |  |                   |                |                |  |
|  | Mito HollyHock      | 1                      | Shimizu S-Pulse          | 4     | 0                   | 1               |                 |                 |  |                           |                                |                                |                                |  |                          |                    |                    |                    |  |                   |                |                |  |
|  | Mito HollyHock      | 1                      |                          |       |                     |                 |                 |                 |  |                           |                                |                                |                                |  |                          |                    |                    |                    |  |                   |                |                |  |
|  | Shimizu S-Pulse     | 4                      | 3                        |       |                     |                 |                 |                 |  |                           |                                |                                |                                |  |                          |                    |                    |                    |  |                   |                |                |  |
|  | Shimizu S-Pulse     | 4                      | 3                        |       | Shimizu S-Pulse     | 0               | 4               |                 |  |                           |                                |                                |                                |  |                          |                    |                    |                    |  |                   |                |                |  |
|  |                     |                        |                          |       | Shimizu S-Pulse     | 0               | 4               |                 |  |                           |                                |                                |                                |  |                          |                    |                    |                    |  |                   |                |                |  |
|  |                     |                        | Vissel Kobe              | 2     | 0                   |                 |                 |                 |  |                           |                                |                                |                                |  |                          |                    |                    |                    |  |                   |                |                |  |
|  | Vissel Kobe         | 4                      | Vissel Kobe              | 2     | 0                   | 2               |                 |                 |  |                           |                                |                                |                                |  |                          |                    |                    |                    |  |                   |                |                |  |
|  | Vissel Kobe         | 4                      |                          |       |                     |                 |                 |                 |  |                           |                                |                                |                                |  |                          |                    |                    |                    |  |                   |                |                |  |
|  | Omiya Ardija        | 0                      | 0                        |       |                     |                 |                 |                 |  |                           |                                |                                |                                |  |                          |                    |                    |                    |  |                   |                |                |  |
|  | Omiya Ardija        | 0                      | 0                        |       |                     |                 |                 |                 |  |                           |                                |                                |                                |  |                          |                    |                    |                    |  |                   |                |                |  |
|  |                     |                        |                          |       |                     |                 |                 |                 |  |                           |                                |                                |                                |  |                          |                    |                    |                    |  |                   |                |                |  |

- En primera ronda, segunda ronda, cuartos de final y semifinales, el equipo de arriba es el que ejerció la localía en el partido de vuelta.
- Los horarios de los partidos corresponden al huso horario de Japón: (UTC+9)

### Primera ronda
| 12 de abril de 2000, 19:01 | Kawasaki Frontale                | 3:0 (1:0) | Urawa Red Diamonds | Estadio Atlético Todoroki, Kawasaki                     |                                                         |
|                            | Kuno 35' · Mazinho 48' · Itō 82' | Reporte   |                    | Asistencia: 7.026 espectadores Árbitro(s): Wilson Souza | Asistencia: 7.026 espectadores Árbitro(s): Wilson Souza |

| 19 de abril de 2000, 19:03 | Urawa Red Diamonds     | 2:1 (1:0) | Kawasaki Frontale | Estadio Urawa Komaba, Saitama                             |                                                           |
|                            | Ōshiba 16' · Nagai 48' | Reporte   | Alvarenga 67'     | Asistencia: 10.763 espectadores Árbitro(s): Tōru Kamikawa | Asistencia: 10.763 espectadores Árbitro(s): Tōru Kamikawa |

| 12 de abril de 2000, 19:00 | Sagan Tosu | 0:1 (0:1) | Verdy Kawasaki | Estadio de Tosu, Tosu                                       |                                                             |
|                            |            | Reporte   | Hironaga 42'   | Asistencia: 2.627 espectadores Árbitro(s): Hiroyuki Umemoto | Asistencia: 2.627 espectadores Árbitro(s): Hiroyuki Umemoto |

| 19 de abril de 2000, 19:00 | Verdy Kawasaki            | 2:1 (1:0) | Sagan Tosu   | Estadio Atlético Todoroki, Kawasaki                        |                                                            |
|                            | H.S. Kim 4' · Ikehata 52' | Reporte   | Y.H. Pak 62' | Asistencia: 1.589 espectadores Árbitro(s): Hiroyuki Ōnishi | Asistencia: 1.589 espectadores Árbitro(s): Hiroyuki Ōnishi |

| 12 de abril de 2000, 19:00 | Cerezo Osaka      | 2:0 (2:0) | Vegalta Sendai | Estadio Nagai Second, Osaka                                    |                                                                |
|                            | Nishizawa 4', 30' | Reporte   |                | Asistencia: 2.313 espectadores Árbitro(s): Yoshitsugu Katayama | Asistencia: 2.313 espectadores Árbitro(s): Yoshitsugu Katayama |

| 19 de abril de 2000, 19:01 | Vegalta Sendai | 0:1 (0:0) | Cerezo Osaka | Estadio Yurtec, Sendai                                    |                                                           |
|                            |                | Reporte   | Uemura 56'   | Asistencia: 3.893 espectadores Árbitro(s): Leslie Mottram | Asistencia: 3.893 espectadores Árbitro(s): Leslie Mottram |

| 12 de abril de 2000, 19:00 | Albirex Niigata | 0:1 (0:1) | Kyoto Purple Sanga | Estadio del Gran Cisne, Niigata                            |                                                            |
|                            |                 | Reporte   | Endō 33'           | Asistencia: 3.727 espectadores Árbitro(s): Masayoshi Okada | Asistencia: 3.727 espectadores Árbitro(s): Masayoshi Okada |

| 19 de abril de 2000, 19:01 | Kyoto Purple Sanga                  | 3:1 (2:0) | Albirex Niigata | Estadio Nishikyogoku, Kioto                             |                                                         |
|                            | Kurobe 36' · 39' (a.g.) · Miura 72' | Reporte   | Shikida 82'     | Asistencia: 1.922 espectadores Árbitro(s): Wilson Souza | Asistencia: 1.922 espectadores Árbitro(s): Wilson Souza |

| 19 de abril de 2000, 19:03 | Gamba Osaka                  | 2:1 (1:0) | Consadole Sapporo | Estadio de la Expo '70 de Osaka, Suita                       |                                                              |
|                            | Matsunami 5' · Yamaguchi 50' | Reporte   | Kikawada 62'      | Asistencia: 2.591 espectadores Árbitro(s): Shin'ichirō Obata | Asistencia: 2.591 espectadores Árbitro(s): Shin'ichirō Obata |

| 24 de mayo de 2000, 19:03 | Consadole Sapporo | 0:1 (0:0) | Gamba Osaka   | Estadio Atsubetsu Park, Sapporo                          |                                                          |
|                           |                   | Reporte   | Matsunami 86' | Asistencia: 10.808 espectadores Árbitro(s): Said Belqola | Asistencia: 10.808 espectadores Árbitro(s): Said Belqola |

| 12 de abril de 2000, 19:03 | Shonan Bellmare            | 2:3 (1:3) | Avispa Fukuoka                           | Estadio Shonan BMW Hiratsuka, Hiratsuka                     |                                                             |
|                            | Tanabe 15' · Matsubara 87' | Reporte   | Matsunaga 4' · Ushibana 17' · Eguchi 37' | Asistencia: 2.261 espectadores Árbitro(s): Keiichi Sunakawa | Asistencia: 2.261 espectadores Árbitro(s): Keiichi Sunakawa |

| 19 de abril de 2000, 19:00 | Avispa Fukuoka | 0:0     | Shonan Bellmare | Estadio Atlético de Hakatanomori, Fukuoka                     |                                                               |
|                            |                | Reporte |                 | Asistencia: 3.487 espectadores Árbitro(s): Toshimitsu Yoshida | Asistencia: 3.487 espectadores Árbitro(s): Toshimitsu Yoshida |

| 12 de abril de 2000, 19:02 | Montedio Yamagata | 0:3 (0:1) | Sanfrecce Hiroshima                 | Estadio de Yamagata, Yamagata                                 |                                                               |
|                            |                   | Reporte   | Popovic 40', 89' · Miguel Simão 67' | Asistencia: 2.398 espectadores Árbitro(s): Yasuhiro Matsuzaki | Asistencia: 2.398 espectadores Árbitro(s): Yasuhiro Matsuzaki |

| 19 de abril de 2000, 19:00 | Sanfrecce Hiroshima | 0:1 (0:1) | Montedio Yamagata | Estadio del Gran Arco, Hiroshima                        |                                                         |
|                            |                     | Reporte   | Nishiyama 43'     | Asistencia: 2.158 espectadores Árbitro(s): Said Belqola | Asistencia: 2.158 espectadores Árbitro(s): Said Belqola |

| 12 de abril de 2000, 19:00 | Ventforet Kofu | 0:2 (0:1) | Yokohama F. Marinos     | Estadio Yamanashi Chuo Bank, Kōfu                         |                                                           |
|                            |                | Reporte   | Ueno 34' · S.C. Yoo 73' | Asistencia: 3.552 espectadores Árbitro(s): Leslie Mottram | Asistencia: 3.552 espectadores Árbitro(s): Leslie Mottram |

| 19 de abril de 2000, 19:01 | Yokohama F. Marinos                                               | 5:1 (2:1) | Ventforet Kofu | Estadio Mitsuzawa, Yokohama                               |                                                           |
|                            | S.C. Yoo 22' · Nakamura 35' · Nagai 63' · Tonoike 68' · Omura 86' | Reporte   | H.J. Kim 21'   | Asistencia: 4.741 espectadores Árbitro(s): Kazuhisa Osada | Asistencia: 4.741 espectadores Árbitro(s): Kazuhisa Osada |

| 12 de abril de 2000, 19:01 | Oita Trinita                | 2:2 (0:2) | JEF United Ichihara  | Estadio Atlético, Ōita                                  |                                                         |
|                            | Kawasaki 48' · Sidiclei 60' | Reporte   | Satō 17' · Burcă 41' | Asistencia: 2.851 espectadores Árbitro(s): Said Belqola | Asistencia: 2.851 espectadores Árbitro(s): Said Belqola |

| 19 de abril de 2000, 19:00 | JEF United Ichihara         | 3:1 (2:0) | Oita Trinita | Estadio Playa Ichihara, Ichihara                           |                                                            |
|                            | Hayashi 23', 28' · Satō 79' | Reporte   | Valdney 63'  | Asistencia: 2.447 espectadores Árbitro(s): Masayoshi Okada | Asistencia: 2.447 espectadores Árbitro(s): Masayoshi Okada |

| 7 de junio de 2000, 19:00 | Shimizu S-Pulse                                        | 4:1 (3:0) | Mito HollyHock | Estadio Atlético Kusanagi, Shizuoka                       |                                                           |
|                           | 12' (a.g.) · Santos 18' · Yasunaga 38' · Hiramatsu 54' | Reporte   | Yano 78'       | Asistencia: 11.007 espectadores Árbitro(s): Tōru Kamikawa | Asistencia: 11.007 espectadores Árbitro(s): Tōru Kamikawa |

| 14 de junio de 2000, 19:00 | Mito HollyHock | 1:3 (0:1) | Shimizu S-Pulse                          | Estadio Tochigi Green, Utsunomiya                             |                                                               |
|                            | Sudō 81'       | Reporte   | Santos 42' · Yasunaga 50' · Ichikawa 51' | Asistencia: 1.681 espectadores Árbitro(s): Toshimitsu Yoshida | Asistencia: 1.681 espectadores Árbitro(s): Toshimitsu Yoshida |

| 12 de abril de 2000, 19:00 | Omiya Ardija | 0:4 (0:1) | Vissel Kobe                              | Estadio Ōmiya, Saitama                                        |                                                               |
|                            |              | Reporte   | Senuma 3', 79' · Watada 50' · Nunobe 59' | Asistencia: 2.140 espectadores Árbitro(s): Toshimitsu Yoshida | Asistencia: 2.140 espectadores Árbitro(s): Toshimitsu Yoshida |

| 19 de abril de 2000, 19:00 | Vissel Kobe            | 2:0 (0:0) | Omiya Ardija | Estadio Conmemorativo de la Universiada, Kōbe             |                                                           |
|                            | Osada 66' · Yabuta 74' | Reporte   |              | Asistencia: 1.309 espectadores Árbitro(s): Yasuhiro Hemmi | Asistencia: 1.309 espectadores Árbitro(s): Yasuhiro Hemmi |

### Segunda ronda
| 5 de julio de 2000, 19:03 | Kawasaki Frontale | 1:0 (0:0) | Kashiwa Reysol | Estadio Atlético Todoroki, Kawasaki                        |                                                            |
|                           | Ganaha 68'        | Reporte   |                | Asistencia: 2.294 espectadores Árbitro(s): Nobori Ishiyama | Asistencia: 2.294 espectadores Árbitro(s): Nobori Ishiyama |

| 12 de julio de 2000, 19:01 | Kashiwa Reysol | 1:1 (1:0, 1:0) (t. s.) | Kawasaki Frontale | Estadio Hitachi, Kashiwa                                            |                                                                     |
|                            | Ōno 6'         | Reporte                | Paulo Isidoro 93' | Asistencia: 4.483 espectadores Árbitro(s): José María García-Aranda | Asistencia: 4.483 espectadores Árbitro(s): José María García-Aranda |

| 5 de julio de 2000, 19:00 | Cerezo Osaka | 0:1 (0:1) | Verdy Kawasaki | Estadio Nagai, Osaka                                    |                                                         |
|                           |              | Reporte   | D.K. Kim 39'   | Asistencia: 3.782 espectadores Árbitro(s): Akio Okutani | Asistencia: 3.782 espectadores Árbitro(s): Akio Okutani |

| 12 de julio de 2000, 19:01 | Verdy Kawasaki | 1:0 (0:0) | Cerezo Osaka | Estadio Atlético Todoroki, Kawasaki                        |                                                            |
|                            | 50' (a.g.)     | Reporte   |              | Asistencia: 1.808 espectadores Árbitro(s): Masayoshi Okada | Asistencia: 1.808 espectadores Árbitro(s): Masayoshi Okada |

| 5 de julio de 2000, 19:04 | Kyoto Purple Sanga | 1:1 (0:1) | F.C. Tokyo | Estadio Nishikyogoku, Kioto                               |                                                           |
|                           | Régis Pitbull 50'  | Reporte   | Tuto 34'   | Asistencia: 1.903 espectadores Árbitro(s): Yasuhiro Hemmi | Asistencia: 1.903 espectadores Árbitro(s): Yasuhiro Hemmi |

| 12 de julio de 2000, 19:03 | F.C. Tokyo | 0:1 (0:0) | Kyoto Purple Sanga | Estadio de Edogawa, Tokio                                     |                                                               |
|                            |            | Reporte   | Régis Pitbull 50'  | Asistencia: 4.912 espectadores Árbitro(s): Toshimitsu Yoshida | Asistencia: 4.912 espectadores Árbitro(s): Toshimitsu Yoshida |

| 5 de julio de 2000, 19:00 | Gamba Osaka | 0:1 (0:0) | Júbilo Iwata | Estadio de la Expo '70 de Osaka, Suita                       |                                                              |
|                           |             | Reporte   | Fujita 88'   | Asistencia: 3.008 espectadores Árbitro(s): Shin'ichirō Obata | Asistencia: 3.008 espectadores Árbitro(s): Shin'ichirō Obata |

| 12 de julio de 2000, 19:00 | Júbilo Iwata                         | 1:2 (1:2, 0:1) (t. s.)(3:2 p.) | Gamba Osaka                                    | Estadio Yamaha, Iwata                                    |                                                          |
|                            | Hattori 62'                          | Reporte                        | Inamoto 44' · Araiba 85'                       | Asistencia: 7.889 espectadores Árbitro(s): Lim Kee Chong | Asistencia: 7.889 espectadores Árbitro(s): Lim Kee Chong |
|                            |                                      | Tiros desde el punto penal     |                                                |                                                          |                                                          |
|                            | Hattori · Ihara · Fujita · Rádchenko |                                | Inamoto · Matsunami · Dambury · Araiba · Vital |                                                          |                                                          |

| 5 de julio de 2000, 19:02 | Avispa Fukuoka | 1:1 (1:0) | Kashima Antlers | Estadio Atlético Hakatanomori, Fukuoka                        |                                                               |
|                           | Badea 2'       | Reporte   | Narahashi 60'   | Asistencia: 9.320 espectadores Árbitro(s): Yasuhiro Matsuzaki | Asistencia: 9.320 espectadores Árbitro(s): Yasuhiro Matsuzaki |

| 12 de julio de 2000, 19:00 | Kashima Antlers                        | 3:2 (2:2, 1:0) (t. s.) | Avispa Fukuoka          | Estadio de Kashima, Kashima                               |                                                           |
|                            | Hirase 12' · Nakata 74' · Motoyama 92' | Reporte                | Badea 52' · Hattori 86' | Asistencia: 7.468 espectadores Árbitro(s): Leslie Mottram | Asistencia: 7.468 espectadores Árbitro(s): Leslie Mottram |

| 28 de junio de 2000, 19:03 | Yokohama F. Marinos                         | 4:1 (1:0) | Sanfrecce Hiroshima | Estadio Mitsuzawa, Yokohama                              |                                                          |
|                            | Omura 33' · Tonoike 62', 65' · Edmílson 72' | Reporte   | Fujimoto 76'        | Asistencia: 3.126 espectadores Árbitro(s): Lim Kee Chong | Asistencia: 3.126 espectadores Árbitro(s): Lim Kee Chong |

| 5 de julio de 2000, 19:00 | Sanfrecce Hiroshima | 1:0 (0:0) | Yokohama F. Marinos | Estadio del Gran Arco, Hiroshima                            |                                                             |
|                           | Corica 49'          | Reporte   |                     | Asistencia: 4.479 espectadores Árbitro(s): Hiroyuki Umemoto | Asistencia: 4.479 espectadores Árbitro(s): Hiroyuki Umemoto |

| 5 de julio de 2000, 19:00 | JEF United Ichihara | 1:1 (0:1) | Nagoya Grampus Eight | Estadio Playa Ichihara, Ichihara                         |                                                          |
|                           | Ogura 72'           | Reporte   | Romild 16'           | Asistencia: 3.026 espectadores Árbitro(s): Tōru Kamikawa | Asistencia: 3.026 espectadores Árbitro(s): Tōru Kamikawa |

| 12 de julio de 2000, 19:04 | Nagoya Grampus Eight        | 2:1 (1:1) | JEF United Ichihara | Estadio Atlético Mizuho, Nagoya                                |                                                                |
|                            | Stojković 13' · Okayama 48' | Reporte   | Baron 18'           | Asistencia: 6.708 espectadores Árbitro(s): Yoshitsugu Katayama | Asistencia: 6.708 espectadores Árbitro(s): Yoshitsugu Katayama |

| 5 de julio de 2000, 19:01 | Vissel Kobe            | 2:0 (1:0) | Shimizu S-Pulse | Estadio Conmemorativo de la Universiada, Kōbe          |                                                        |
|                           | Osada 22' · Nunobe 86' | Reporte   |                 | Asistencia: 2.413 espectadores Árbitro(s): Kiyoshi Ōta | Asistencia: 2.413 espectadores Árbitro(s): Kiyoshi Ōta |

| 12 de julio de 2000, 19:00 | Shimizu S-Pulse                           | 4:0 (3:0) | Vissel Kobe | Estadio Atlético Kusanagi, Shizuoka                        |                                                            |
|                            | Santos 2', 67' · 15' (a.g.) · Fabinho 39' | Reporte   |             | Asistencia: 9.967 espectadores Árbitro(s): Noboru Ishiyama | Asistencia: 9.967 espectadores Árbitro(s): Noboru Ishiyama |

### Cuartos de final
| 30 de agosto de 2000, 19:03 | Verdy Kawasaki | 0:0     | Kawasaki Frontale | Estadio Atlético Todoroki, Kawasaki                          |                                                              |
|                             |                | Reporte |                   | Asistencia: 2.911 espectadores Árbitro(s): Shin'ichirō Obata | Asistencia: 2.911 espectadores Árbitro(s): Shin'ichirō Obata |

| 6 de septiembre de 2000, 19:03 | Kawasaki Frontale      | 2:0 (1:0) | Verdy Kawasaki | Estadio Atlético Todoroki, Kawasaki                           |                                                               |
|                                | Ganaha 12' · Ōishi 85' | Reporte   |                | Asistencia: 4.195 espectadores Árbitro(s): Kazuhiko Matsumura | Asistencia: 4.195 espectadores Árbitro(s): Kazuhiko Matsumura |

| 30 de agosto de 2000, 19:00 | Júbilo Iwata  | 1:1 (1:0) | Kyoto Purple Sanga | Estadio Yamaha, Iwata                                    |                                                          |
|                             | Rádchenko 22' | Reporte   | Satō 73'           | Asistencia: 8.306 espectadores Árbitro(s): Naotsugu Fuse | Asistencia: 8.306 espectadores Árbitro(s): Naotsugu Fuse |

| 6 de septiembre de 2000, 19:00 | Kyoto Purple Sanga             | 2:1 (1:1, 0:1) (t. s.) | Júbilo Iwata | Estadio Nishikyogoku, Kioto                                 |                                                             |
|                                | Régis Pitbull 47' · Miura 114' | Reporte                | Nakayama 25' | Asistencia: 5.376 espectadores Árbitro(s): Hiroyuki Umemoto | Asistencia: 5.376 espectadores Árbitro(s): Hiroyuki Umemoto |

| 30 de agosto de 2000, 19:01 | Yokohama F. Marinos | 1:2 (1:0) | Kashima Antlers            | Estadio de Yamagata, Yamagata                            |                                                          |
|                             | S.C. Yoo 16'        | Reporte   | Suzuki 54' · Ogasawara 89' | Asistencia: 6.221 espectadores Árbitro(s): Tōru Kamikawa | Asistencia: 6.221 espectadores Árbitro(s): Tōru Kamikawa |

| 6 de septiembre de 2000, 19:04 | Kashima Antlers | 1:1 (0:0) | Yokohama F. Marinos | Estadio de Kashima, Kashima                               |                                                           |
|                                | Suzuki 89'      | Reporte   | S.C. Yoo 63'        | Asistencia: 8.899 espectadores Árbitro(s): Leslie Mottram | Asistencia: 8.899 espectadores Árbitro(s): Leslie Mottram |

| 30 de agosto de 2000, 19:00 | Shimizu S-Pulse                                | 4:6 (3:3) | Nagoya Grampus Eight                                                     | Estadio Atlético Kusanagi, Shizuoka                        |                                                            |
|                             | Oliva 11' · Kuboyama 23', 44' · Sawanobori 78' | Reporte   | Takizawa 9', 35' · Uéslei 33' · Oulida 61' · Okayama 72' · Yamaguchi 89' | Asistencia: 12.447 espectadores Árbitro(s): Leslie Mottram | Asistencia: 12.447 espectadores Árbitro(s): Leslie Mottram |

| 6 de septiembre de 2000, 19:00 | Nagoya Grampus Eight | 0:0     | Shimizu S-Pulse | Estadio Atlético Mizuho, Nagoya                            |                                                            |
|                                |                      | Reporte |                 | Asistencia: 6.401 espectadores Árbitro(s): Masayoshi Okada | Asistencia: 6.401 espectadores Árbitro(s): Masayoshi Okada |

### Semifinales
| 11 de octubre de 2000, 19:04 | Kyoto Purple Sanga | 0:2 (0:0) | Kawasaki Frontale         | Estadio Nishikyogoku, Kioto                                |                                                            |
|                              |                    | Reporte   | Luiz 51' · Ricardinho 89' | Asistencia: 4.693 espectadores Árbitro(s): Masayoshi Okada | Asistencia: 4.693 espectadores Árbitro(s): Masayoshi Okada |

| 18 de octubre de 2000, 19:04 | Kawasaki Frontale | 1:2 (0:2, 0:1) (t. s.) | Kyoto Purple Sanga            | Estadio Nacional, Tokio                                        |                                                                |
|                              | Ricardinho 119'   | Reporte                | Edinho Baiano 7' · Matsui 63' | Asistencia: 11.232 espectadores Árbitro(s): Kazuhiko Matsumura | Asistencia: 11.232 espectadores Árbitro(s): Kazuhiko Matsumura |

| 11 de octubre de 2000, 19:00 | Nagoya Grampus Eight | 1:3 (0:3) | Kashima Antlers                        | Estadio Atlético Mizuho, Nagoya                               |                                                               |
|                              | Stojković 86'        | Reporte   | Hirase 10' · Suzuki 34' · Bismarck 41' | Asistencia: 6.210 espectadores Árbitro(s): Toshimitsu Yoshida | Asistencia: 6.210 espectadores Árbitro(s): Toshimitsu Yoshida |

| 18 de octubre de 2000, 19:04 | Kashima Antlers                 | 3:2 (2:1) | Nagoya Grampus Eight     | Estadio de Sendai, Sendai                                   |                                                             |
|                              | Hirase 40', 44' · Ogasawara 89' | Reporte   | Okayama 4' · Hiraoka 85' | Asistencia: 8.088 espectadores Árbitro(s): Hiroyuki Umemoto | Asistencia: 8.088 espectadores Árbitro(s): Hiroyuki Umemoto |

### Final
| 4 de septiembre de 2000, 14:32 | Kawasaki Frontale | 0:2 (0:1) | Kashima Antlers           | Estadio Nacional, Tokio                                    |                                                            |
|                                |                   | Reporte   | Nakata 31' · Bismarck 63' | Asistencia: 26.992 espectadores Árbitro(s): Leslie Mottram | Asistencia: 26.992 espectadores Árbitro(s): Leslie Mottram |

#### Detalles
| 1          | Guardameta     | Takeshi Urakami   |     |
| 4          | Defensa        | Ryōsuke Okuno     |     |
| 36         | Defensa        | Daniel Rossi      |     |
| 31         | Defensa        | Junji Nishizawa   |     |
| 34         | Centrocampista | Takeo Harada      |     |
| 7          | Centrocampista | Tōru Oniki        |     |
| 23         | Centrocampista | Tomoaki Kuno      | 77' |
| 24         | Centrocampista | Taketo Shiokawa   |     |
| 37         | Centrocampista | Ricardinho        |     |
| 38         | Delantero      | Luiz              | 66' |
| 27         | Delantero      | Kazuki Ganaha     | 65' |
| Entrenador | Entrenador     | Hiroshi Kobayashi |     |

| 28         | Guardameta     | Hitoshi Sogahata |     |
| 2          | Defensa        | Akira Narahashi  |     |
| 3          | Defensa        | Yutaka Akita     |     |
| 4          | Defensa        | Fabiano          |     |
| 7          | Defensa        | Naoki Sōma       |     |
| 6          | Centrocampista | Yasuto Honda     |     |
| 5          | Centrocampista | Kōji Nakata      |     |
| 18         | Centrocampista | Kōji Kumagai     | 89' |
| 10         | Centrocampista | Bismarck         |     |
| 9          | Delantero      | Tomoyuki Hirase  | 71' |
| 30         | Delantero      | Takayuki Suzuki  | 84' |
| Entrenador | Entrenador     | Toninho Cerezo   |     |

| 19 | Centrocampista | Akira Itō         | 65' |
| 9  | Delantero      | Yasuyuki Moriyama | 66' |
| 29 | Defensa        | Takumi Morikawa   | 77' |

| 13 | Delantero | Atsushi Yanagisawa | 71' |
| 24 | Defensa   | Kenji Haneda       | 84' |
| 11 | Delantero | Yoshiyuki Hasegawa | 89' |

| Anotado         | 31' | Kōji Nakata | 0-1 |
| Anotado · Penal | 63' | Bismarck    | 0-2 |

| Amonestado | 24' | Daniel Rossi |
| Amonestado | 37' | Ricardinho   |

| Amonestado | 4'  | Bismarck        |
| Amonestado | 19' | Akira Narahashi |
| Amonestado | 26' | Kōji Kumagai    |

| Árbitro             | Leslie Mottram  |
| Árbitros asistentes | Hideaki Harada  |
| Árbitros asistentes | Kazuhisa Osada  |
| Cuarto árbitro      | Noboru Ishiyama |

| 1          | Guardameta     | Takeshi Urakami   |     |
| 4          | Defensa        | Ryōsuke Okuno     |     |
| 36         | Defensa        | Daniel Rossi      |     |
| 31         | Defensa        | Junji Nishizawa   |     |
| 34         | Centrocampista | Takeo Harada      |     |
| 7          | Centrocampista | Tōru Oniki        |     |
| 23         | Centrocampista | Tomoaki Kuno      | 77' |
| 24         | Centrocampista | Taketo Shiokawa   |     |
| 37         | Centrocampista | Ricardinho        |     |
| 38         | Delantero      | Luiz              | 66' |
| 27         | Delantero      | Kazuki Ganaha     | 65' |
| Entrenador | Entrenador     | Hiroshi Kobayashi |     |

| 28         | Guardameta     | Hitoshi Sogahata |     |
| 2          | Defensa        | Akira Narahashi  |     |
| 3          | Defensa        | Yutaka Akita     |     |
| 4          | Defensa        | Fabiano          |     |
| 7          | Defensa        | Naoki Sōma       |     |
| 6          | Centrocampista | Yasuto Honda     |     |
| 5          | Centrocampista | Kōji Nakata      |     |
| 18         | Centrocampista | Kōji Kumagai     | 89' |
| 10         | Centrocampista | Bismarck         |     |
| 9          | Delantero      | Tomoyuki Hirase  | 71' |
| 30         | Delantero      | Takayuki Suzuki  | 84' |
| Entrenador | Entrenador     | Toninho Cerezo   |     |

| 19 | Centrocampista | Akira Itō         | 65' |
| 9  | Delantero      | Yasuyuki Moriyama | 66' |
| 29 | Defensa        | Takumi Morikawa   | 77' |

| 13 | Delantero | Atsushi Yanagisawa | 71' |
| 24 | Defensa   | Kenji Haneda       | 84' |
| 11 | Delantero | Yoshiyuki Hasegawa | 89' |

| Anotado         | 31' | Kōji Nakata | 0-1 |
| Anotado · Penal | 63' | Bismarck    | 0-2 |

| Amonestado | 24' | Daniel Rossi |
| Amonestado | 37' | Ricardinho   |

| Amonestado | 4'  | Bismarck        |
| Amonestado | 19' | Akira Narahashi |
| Amonestado | 26' | Kōji Kumagai    |

| Árbitro             | Leslie Mottram  |
| Árbitros asistentes | Hideaki Harada  |
| Árbitros asistentes | Kazuhisa Osada  |
| Cuarto árbitro      | Noboru Ishiyama |

|                                            |
| Bandera de Prefectura de Ibaraki           |
| Campeón invicto Kashima Antlers 2.º título |

## Estadísticas

### Goleadores
| Jugador                                  | Club                 | Goles | PJ |
| ---------------------------------------- | -------------------- | ----- | -- |
| Tomoyuki Hirase                          | Kashima Antlers      | 4     | 5  |
| Yoo Sang-chul                            | Yokohama F. Marinos  | 4     | 6  |
| Santos                                   | Shimizu S-Pulse      | 4     | 5  |
| Takayuki Suzuki                          | Kashima Antlers      | 3     | 7  |
| Daisuke Tonoike                          | Yokohama F. Marinos  | 3     | 6  |
| Tetsuya Okayama                          | Nagoya Grampus Eight | 3     | 6  |
| Régis Pitbull                            | Kyoto Purple Sanga   | 3     | 4  |
| Kōji Nakata                              | Kashima Antlers      | 2     | 2  |
| Bismarck                                 | Kashima Antlers      | 2     | 7  |
| Última actualización: 20 de mayo de 2017 |                      |       |    |

### Mejor Jugador
| Jugador     | Club            |
| ----------- | --------------- |
| Kōji Nakata | Kashima Antlers |

### Premio Nuevo Héroe
El Premio Nuevo Héroe es entregado al mejor jugador del torneo menor de 23 años.
| Jugador         | Club            |
| --------------- | --------------- |
| Takayuki Suzuki | Kashima Antlers |